# Elalan
Elalan (235 v. Chr. – 161 v. Chr.), auch bekannt als Elara und Élaezha Chola (எல்லாளன், மனு நீதி சோழன் in Tamil), war ein Chola-König aus dem Chola-Königreich in der heutigen Süd-Indien, der Sri Lanka ab 205 v. Chr. bis 161 v. Chr. aus der alten Hauptstadt Anuradhapura regierte. Oft wurde Elalan als „König der Gerechtigkeit“ (Manuniti Chola, Manu Needhi Cholan) genannt. Elalan ist eine ungewöhnliche Figur in der Geschichte von Sri Lanka und eins mit allem Resonanz angesichts der anhaltenden ethnischen Unruhen im Land. Nach dem Chronik von Mahavamsa hatte  Dutugemunu den Elalan bei einem Zweikampf auf Elefanten besiegt und ließ vor Respekt und Anerkennung ein Denkmal für ihn in Anuradhapura errichten.
Die Guerillagruppe Black Tigers in Sri-Lanka gab ihre 2007 gestartete Operation Ellaa'lan seinen Namen.